# ドリュー・トゥサント
アンドリュー・スティーブン・トゥサント（Andrew Steven "Drew" Toussaint , 1982年10月24日 - ）は、アメリカ合衆国カリフォルニア州出身のプロ野球選手（外野手）。右投右打。NPBでは育成選手であった。

## 経歴
2000年のMLBドラフト10巡目（全体297位）でロサンゼルス・ドジャースに指名されたが入団せず。
2004年のMLBドラフト13巡目（全体383位）でアナハイム・エンゼルスに指名され契約。その後はエンゼルス傘下のマイナーでAA級まで昇格した。
2009年6月25日、福岡ソフトバンクホークスに育成選手として入団。二軍で27試合に出場し6本塁打を記録するなど、パワーがある打撃を披露した。
2010年も引き続き育成選手として契約したが、ソフトバンクがシーズン中にロベルト・ペタジーニの獲得を発表したことにより、年内の支配下選手登録の可能性は無くなったとして、4月20日に育成契約を解除、21日に自由契約選手公示された。
現役引退後の2012年にニューヨーク・メッツのスカウトに就任した。アシスタントディレクターを経て、2023年からはアマチュアスカウト部門のディレクターを務める。

## 詳細情報

### 年度別打撃成績
- 一軍公式戦出場なし

### 背番号
- 126（2009年6月25日 - 2010年4月20日）